# Marco Spissu
Marco Spissu (Sácer; 5 de febrero de 1995) es un jugador de baloncesto italiano que pertenece a la plantilla del Casademont Zaragoza de la Liga Endesa. Mide 1,85 metros y juega en la posición de base. Es internacional con la selección de baloncesto de Italia.

## Carrera deportiva
Formado en las categorías inferiores del Dinamo Basket Sassari con el que debutó en 2011. 
En las temporadas siguientes sería cedido en equipos de la Serie A2 como CUS Bari, Unione Cestistica Casalpusterlengo, Viola Reggio Calabria y Derthona Basket.
En la temporada 2016-17, lograría conquistar la Copa y ser nombrado MVP de las finales como integrante del Virtus Pallacanestro Bologna.
En 2017 regresa al Dinamo Basket Sassari de la Lega Basket Serie A, en el que sería el base del conjunto de su ciudad natal durante varias temporadas.
En la temporada 2018-19, lograría conquistar la FIBA Eurocup.
En la temporada 2020-21, promedia más de 13 puntos y 5 asistencias por encuentro con Dinamo Basket Sassari en la Lega Basket Serie A, además de 11.6 puntos y 6.8 asistencias en Basketball Champions League.
En julio de 2021 fichó por el Unicaja Málaga de la liga ACB española.
El 12 de agosto de 2021, tras no superar el reconocimiento médico, el club malagueño desestimaría su fichaje.
El 20 de agosto de 2021, firma por el UNICS Kazan de la VTB United League. Dejó el equipo a comienzos de 2022, debido a la invasión rusa de Ucrania.
El 20 de julio de 2022, fichó por el Reyer Venezia Mestre de la Lega Basket Serie A.
Tras dos temporadas en Venecia, el 21 de junio de 2024, firma por el Casademont Zaragoza de la Liga Endesa.

### Selección nacional
Sería internacional con la selección de baloncesto de Italia, con el que disputó los partidos de las ventanas FIBA para la clasificación del Eurobasket 2021.
En verano de 2021, fue parte de la selección absoluta italiana que participó en los Juegos Olímpicos de Tokio 2020, que quedó en quinto lugar.
En septiembre de 2022 disputó con el combinado absoluto italiano el EuroBasket 2022, finalizando en séptima posición.
Durante agosto y septiembre de 2023 fue integrante de la selección de Italia que participó en el Mundial de 2023 celebrado en Asia, y que finalizó en octavo lugar.

## Palmarés
- Copa de baloncesto de Italia (2016-2017)
- FIBA Eurocup (2018-19)